# فيضة الروال
فيضة الروال منطقة عراقية في قضاء السلمان بمحافظة المثنى بالبادية العراقية جنوب العراق.